# Valentino (công ty)
Valentino SpA (SpA viết tắt của società per azioni) là hãng thời trang cao cấp ở Ý do Valentino Garavanithành lập vào năm 1960, và là một phần của tập đoàn thời trang Valentino. Pierpaolo Piccioli là Giám đốc sáng tạo của thương hiệu kể từ tháng 10 năm 2008. Alessandra Facchinetti là nhà thiết kế sáng tạo của Valentino từ năm 2007 đến năm 2008. Valentino có trụ sở chính đặt tại Milan, trong khi chỉ đạo sáng tạo tại Roma.

## Lịch sử

### Những năm đầu
Valentino được Garavani thành lập vào năm 1960 qua việc mở một cửa hàng thời trang trên phố Via Condotti ở Roma với sự hậu thuẫn từ cha ông và cộng sự của cha ông, Giancarlo Giammetti.

### Vươn đến sự nổi tiếng
Valentino ra mắt công chúng diễn ra vào năm 1962 tại Florence, Ý. Chương trình đầu tiên của nhà thiết kế Valentino tại Pitti Palace được chào đón như một sự mặc khải và nhận được các đơn đặt hàng từ các khách hàng nước ngoài cũng như những nhận xét nhiệt tình trên báo chí. Năm 1966, với sự tự tin về các cơ sở khách hàng của mình, Garavani chuyển đến đến Rome và ở đó. Hai năm sau đó, Garavani thiết kế một bộ sưu tập toàn màu trắng, cùng với logo "V" do chính ông thiết kế đã trở nên nổi tiếng về sau này.
Vào giữa những năm 1960, Garavani được coi là nhạc trưởng của Couture, Ý.
Năm 1967, ông nhận được giải thưởng Marcus Award Neiman (được coi là giải Oscar trong lĩnh vực thời trang). Sau đó nhiều người đã trở thành khách hàng cũng như là bạn của Garvani, trong số đó có Begum Aga Khan, Farah Diba, Jacqueline Kennedy Onassis, Elizabeth Taylor, Marella Agnelli và Công chúa Margaret.
Trong suốt những năm 1970, Garavani đã dành nhiều thời gian ở thành phố New York, ở nơi này ông đã nhận được sự chào đón từ biên tập viên của Vogue Diana Vreeland.
Vào ngày 12 tháng 7 năm 2012, nhà thời trang được bán lại cho công ty đầu tư Mayhoola của Qatar, cùng với thương hiệu M Missoni.

## Các nhãn hiệu

### Valentino

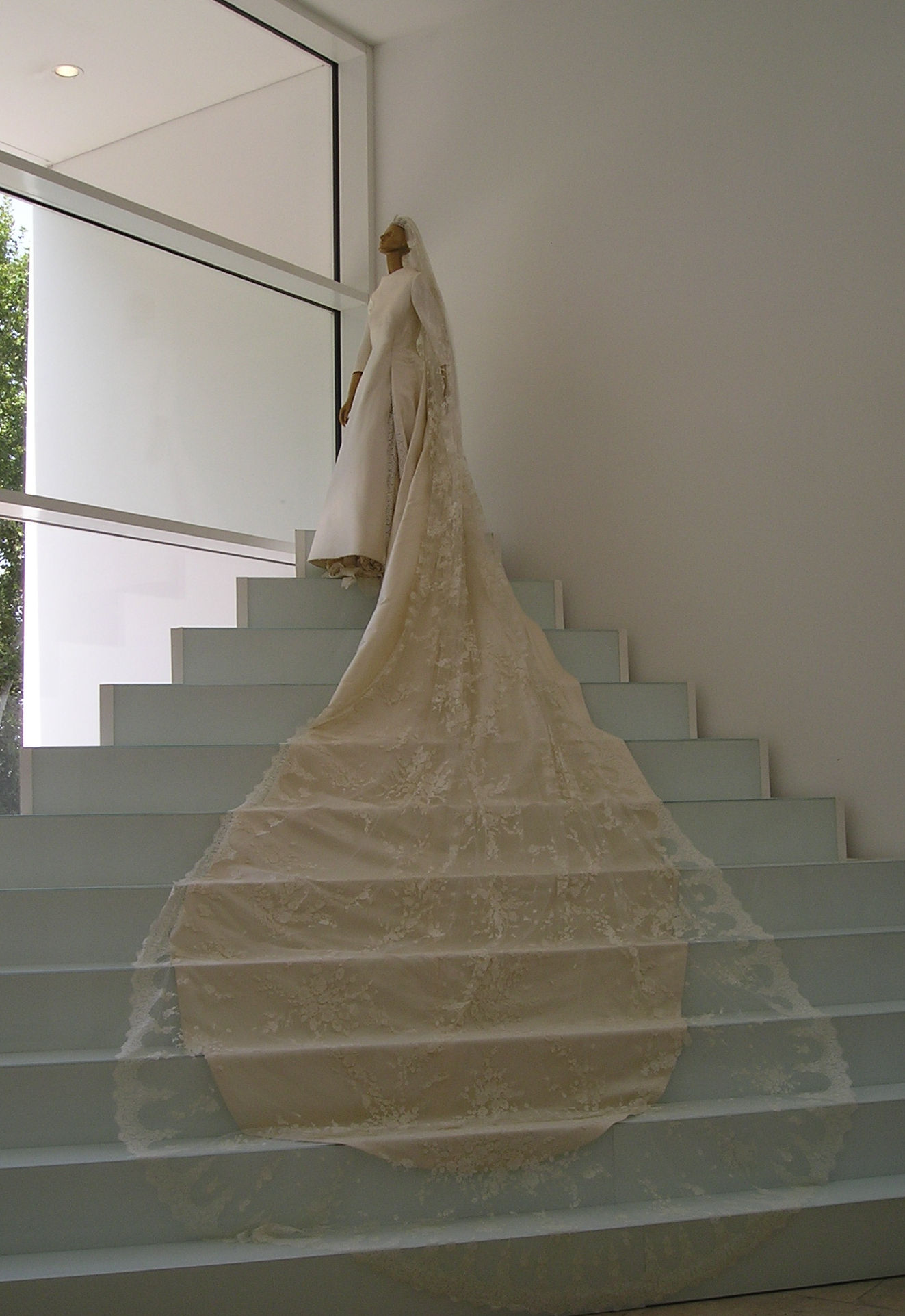
Một chiếc váy cưới của Valentino trưng bày tại triển lãm "Valentino ở Rome", được tổ chức tại Bảo tàng Ara Pacis ở Rome.

Các thương hiệu Valentino là thương hiệu cốt lõi của toàn bộ công ty Valentino SpA, bao gồm các bộ sưu tập của Haute couture và Prêt-à-Porter dành cho cả phụ nữ và nam giới. Các thương hiệu Valentino được sản xuất và bán trên thị trường theo giấy phép gồm: bộ sưu tập áo cưới, kính mát, các loại đồng hồ và nước hoa.

### Nước hoa
Các sản phẩm nước hoa gồm:
- Valentino Classique dành cho phụ nữ, 1978
- Vendetta By Valentino dành cho phụ nữ, 1991
- Very Valentino dành cho phụ nữ, 1998
- Very Valentino for Men dành cho nam giới, 1999
- Valentino Gold dành cho phụ nữ, 2002
- V dành cho phụ nữ, 2005
- Valentino V Absolu dành cho phụ nữ, 2006
- Valentino V Ete By Valentino dành cho phụ nữ, 2006
- Rock'n'Rose dành cho phụ nữ, 2006
- V pour Homme dành cho nam giới, 2006
- Rock n' Rose Couture dành cho phụ nữ, 2007
- Valentina dành cho phụ nữ, 2011[6]

### Valentino Roma
Valentino Roma là thương hiệu quần áo may sẵn dành cho phụ nữ, chiếm số lượng lớn sản phẩm của thương hiệu Valentino, được bày bán trong các cửa hàng và giá cả thấp hơn một chút. Ngay cả dòng thời trang Valentino Roma cũng chịu ảnh hưởng hơn so với những thay đổi trong thời trang và được đánh dấu ít hơn so với các thương hiệu cốt lõi.

### Valentino Garavani
Valentino Garavani là nhãn hiệu có logo được dán nhãn V Valentino, chuyên sản xuất các phụ kiện thời trang. Thông qua Valentino, Valentino Garavani được phân phối túi xách, giày dép, hàng da, thắt lưng và các phụ kiện khác cho cả phụ nữ và nam giới. Đây là những sản phẩm cùng phân khúc với Valentino Roma.

### REDValentino
Hiện nay, sau khi tách khỏi dòng sản phẩm chính, dòng REDValentino nhằm vào một thị trường nhỏ hơn với sự chu đáo đến từng chi tiết, thể hiện cá tính mạnh mẽ và sự chú ý về chất lượng. Đặc trưng của REDValentino là nhãn hiệu dành riêng cho giới trẻ.

## Phân phối
Thương hiệu được phân phối tại hơn 70 quốc gia trên toàn thế giới thông qua một mạng lưới rộng lớn các cửa hàng. Hiện Valentino có khoảng 1.200 cửa hàng, trong đó có 66 cửa hàng được quản lý trực tiếp.